# Ringelspitzhütte
Die Ringelspitzhütte ist eine Schutzhütte der Sektion Rätia des Schweizer Alpen-Clubs in der Gebirgsgruppe Ringelspitz im Schweizer Kanton Graubünden.
Sie steht am Südhang des Massivs im Gebiet des UNESCO-Welterbes Tektonikarena Sardona und ist erreichbar via Tamins und Vättis. Die Hütte steht auf einer Höhe von 1998 m ü. M. und ist dank gut ausgebauten Wanderwegen einfach zu erreichen. Sie bietet 36 Schlafplätze und ist in der Sommersaison von Mitte Juni bis Mitte Oktober durchgehend und im Herbst und Frühling teilweise bewirtschaftet.

## Geschichte
Die Ringelspitzhütte wurde 1961 erbaut. Sie ist ein Geschenk des Geologen Moritz Blumental, der seine Dissertation über das Ringelspitzgebiet erstellt hat. Das Grundstück stellte die Gemeinde Tamins zur Verfügung. 1968 wurde sie durch einen Blitzschlag in Brand gesetzt und zerstört. Sie wurde nach alten Plänen wieder aufgebaut und mit einer besseren Blitzschutzanlage versehen.

## Zustiege und Touren
Im Sommer sind alle Hüttenzustiege als Wanderwege markiert, die Hütte ist auch ein beliebtes Ziel für Mountainbiker.

### Ausgangsort: Tamins (Parkplatz im Dorf)
Anreise: Mit Postauto oder Auto von Chur oder mit der RhB nach Reichenau-Tamins.
- Route über Kunkelspass (rot): Tamins (662 m) – Pt 849 – Foppaloch – Kunkelspass (1357 m) – Grossalp (1833 m) – Ringelspitzhütte, Zeit: 4 Stunden mit 1330 Höhenmetern
- ab Kunkelspass: 1,75 Stunden mit 640 Höhenmetern
- Route über Lawoi (gelb): Tamins (662 m) – Sgaiwald – Vorder Säss (1422 m) – Hinter Säss (1667 m) – Pt 1920 – Ringelspitzhütte, Zeit: 3,5 Stunden mit 1330 Höhenmetern

### Ausgangsort: Vättis
Anreise: Mit Postauto oder Auto von Bad Ragaz über Pfäfers.
- Route: Vättis (943 m) – Parkplatz Langwis (1063 m, Mautstelle) – Kunkels (1102 m) – Kunkelspass (1357 m) – Grossalp (1833 m) – Ringelspitzhütte, Zeit: 3,5 Stunden mit 1050 Höhenmetern
- ab Parkplatz Langwis: 2,75 Stunden mit 940 Höhenmetern
- ab Kunkelspass: 1,75 Stunden mit 640 Höhenmetern